# Cage the Elephant
Cage the Elephant – zespół rockowy założony w 2006 roku w Bowling Green w stanie Kentucky (USA). Debiutancki album grupy, Cage the Elephant został wydany 23 czerwca 2008 roku. Utwór „Ain't No Rest For the Wicked” został wykorzystany w intro gry Borderlands i serialu Lucyfer.

## Skład

### Obecni Członkowie
- Matt Shultz – wokal, gitara
- Brad „Dave” Shultz – gitara rytmiczna, instrumenty klawiszowe
- Jared Champion – perkusja
- Daniel „Tich” Tichenor – bass, wokal
- Matthan Minster – instrumenty klawiszowe, gitara, chórki (od 2013)
- Nick Bockrath – gitara prowadząca (od grudnia 2013)

### Byli
- Lincoln Parish – gitara prowadząca (2006–2013)

## Dyskografia

### Albumy
- Cage the Elephant (2009)
- Thank You, Happy Birthday  (2011)
- Live from the Vic in Chicago (2011)
- Melophobia (2013)
- Tell Me I’m Pretty (2015)
- Unpeeled (2017)
- Social Cues (2019)
- Neon Pill (2024)